# رمضان عبد اللطيفوف
رمضان حجي مرادوفيتش عبد اللطيفوف (بالأوارية: ГІабдулатипил ХІажимурадил Рамазан)، (الروسية: Рамазан Гаджимурадович Абдулатипов)؛ (4 أغسطس 1946) - سياسي روسي ورجل دولة. نائب في مجلس الدوما الروسي من حزب «روسيا الموحدة». أستاذ أكاديمي في الأكاديمية الروسية للعلوم الطبيعية، الدبلوماسي بالامتياز.
تم تعيينه قائما بأعمال رئيس جمهورية داغستان التي هي كيان فيدرالي في روسيا الاتحادية بمنطقة شمال القوقاز. وقد وقع القرار الرئيس الروسي فلاديمير بوتين في 28 يناير 2013 بعد أن أقال الأخير رئيس داغستان الأسبق محمد سلام محمدوف. وينتمي عبد اللطيفوف إلى قومية الآوار.

## بداياته وتاريخه المهني
ولد في 4 أغسطس عام 1946م في قرية غيبغودا بمنطقة تلاراتينسكي بجمهورية داغستان السوفيتية الإشتراكية ذاتية الحكم. كان الطفل التاسع في عائلة رئيس مزرعة تعاونية. القووية - أوارية.
في عام 1963 تخرج من المدرسة الثانوية والتحق بكلية الطب في بويناكسك حيث تخرج منها عام 1966م وحصل على شهادة البكالوريوس في تخصص «المساعد الطبي». عمل رئيسا لمركز طبي في قرية تسوميلوخ ومن ثم عين مديرا لمشفى المركزي لمنطقة تلاراتينسكي. من 1966 إلى 1970 خدم في الجيش السوفيتي والقوات المسلحة للاتحاد السوفيتي، كعميد في الخدمات الطبية.
في عام 1972 التحق بالحزب الشيوعي السوفيتي (تركه في 22 أغسطس 1991). من 1974 إلى 1975 عمل سكريتيرا للجنة إقليمية للكومسومول في منطقة تلاراتينسكي، ثم نائبا لرئيس قسم التحريض والدعاية للحزب الشيوعي لمنطقة تلاراتينسكي. وفي الوقت نفسه تلقى غيابيا التعليم العالي.
في عام 1975 تخرج من كلية التاريخ في جامعة داغستان الحكومية. ثم درس في الدراسات العليا في كلية الفلسفية لدى جامعة لينينغراد باسم أ.أ. جدانوف. في عام 1978 دافع عن أطروحته «شخصية في نظام العلاقات القومية في المجتمع الاشتراكي المتقدم.»
بعد الدفاع عن أطروحته عمل كأستاذ مساعد ومحاضر كبير في كلية الفلسفة لدى جامعة سانت بطرسبرغ الحكومية.
في 1978-1987م عمل في قسم التحريض والدعاية للجنة إقليمية للحزب الشيوعي في مقاطعة مورمانسك، وتدرس الشيوعية العلمية (أستاذ مشارك) في كلية مورمانسك للهندسة البحرية العالية.
في نفس الوقت كان يعمل على أطروحته للدكتوراه «العلاقات القومية للمجتمع الاشتراكي المتحضر: المشاكل الروحية والأخلاقية للعمل والتنمية»، والتي دافع عنها في عام 1985. بعد أن حصل على دكتوراه في العلوم الفلسفية، ترأس عبد اللطيفوف إحدى أقسام الكلية.
في عام 1987 ترأس قسم الفلسفة لمعهد داغستان التربوي.
في عام 1988 أصبح مستشارا لقسم العلاقات القومية في اللجنة المركزية للحزب الشيوعي.

## الحياة السياسية
في عام 1990 انتخب نائبا في برلمان روسيا الاتحادية الاشتراكية السوفيتية ممثلا الإقليم الانتخابي بويناكسك رقم 93 ودخل مجموعة «السيادة والمساواة» النوابية.
في 13 يونيو 1990 انتخب رئيسا لمجلس القوميات في مجلس السوفيت الأعلى لروسيا الاتحادية الاشتراكية السوفيتية وشغل هذا المنصب حتى حل مجلس السوفيت الأعلى لروسيا في عام 1993.
كان أحد قادة لجمعية برلمانية روسية-عربية. في فبراير 1991 كان واحدا من واضعي «البيان السياسي للمجلس الأعلى والكونغرس» المعروف باسم «بيان ست»، والذي عبر فيه اثنان من نواب رئيس المجلس الأعلى وقادة الدوائر الثقة في رئيس المجلس الأعلى بوريس يلتسين. وسرعان ما استبدل عبد اللطيفوف موقفه وتمكن من الحفاظ على منصبه.

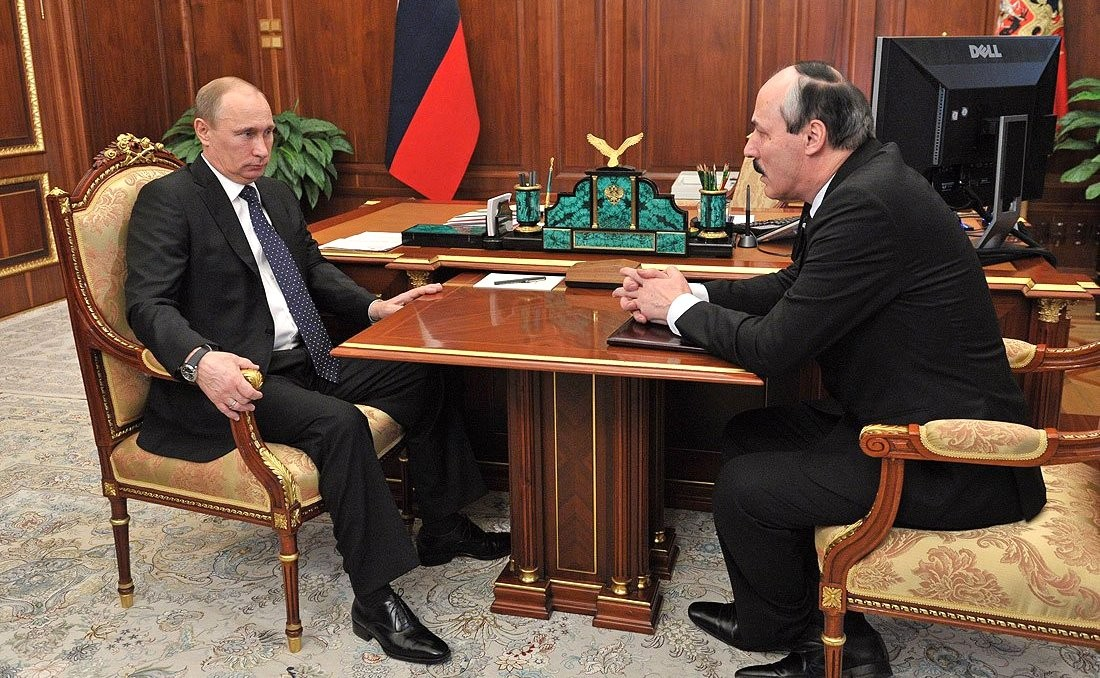
أثناء أول لقاء له بعد انتخابه رئيسا لداغستان مع بوتين، موسكو 1 فبراير 2013م

في صيف عام 1991 أثناء حملة انتخابية لفاديم بكاتين إلى رئاسة روسيا الاتحادية شارك فيها عبد اللطيفوف كمرشح لمنصب نائب الرئيس. في 12 يونيو 1991 حصل بكاتين وعبد اللطيفوف على المرتبة السادسة، الأخيرة وجمعا 2719757 صوتا (3.42٪).
خلال أحداث 19-21 أغسطس 1991 عارض عبد اللطيفوف لجنة الطوارئ الحكومية.
في خريف عام 1991 انضم إلى حزب العمال الاشتراكي، نائبا في المجلس الاتحادي للحزب. وتركه لاحقا.
في خريف عام 1991 شارك مع روسلان حسبولاتوف في تسوية صراع بين الشيشانيين والأواريين في داغستان.
خلال الصراع السياسي الداخلي لروسيا الممتدة من 21 سبتمبر إلى 4 أكتوبر عام 1993 مثل المجلس الأعلى في المفاوضات التي أجريت بين الرئيس الروسي والبرلمان الروسي. ثم انتقل إلى جانب رئيس يلتسين.
في سبتمبر 1993 شغل منصب النائب الأول لرئيس لجنة الدولة للاتحاد الروسي للشؤون الاتحادية والقوميات. في أكتوبر 1993 شارك في المؤتمر التأسيسي لحزب الوحدة والوفاق الروسي، ودخل في المجلس الاتحادي للحزب.
في ديسمبر 1993 انتخب عبد اللطيفوف إلى المجلس الاتحاد للجمعية الفيدرالية الروسية في الدعوة الأولى من قبل منطقة داغستان رقم 5.
في يناير 1994 انتخب نائبا لرئيس مجلس الاتحاد وعين كأول نائب لوزير القوميات والسياسة الإقليمية.
في عام 2000 قام بجولة إلى المملكة العربية السعودية والإمارات العربية المتحدة بصفة ممثل خاص للرئيس الروسي.
في 19 ديسمبر عام 2000 عينه حاكم ساراتوف أوبلاست ديمتري أياتسكوف ممثلا للأوبلاست في مجلس الاتحاد.
في 23 مايو 2005 عُين سفيرا فوق العادة ومفوضا لروسيا الاتحادية في جمهورية طاجيكستان.
في 30 أكتوبر عام 2009 انتخب إلى منصب رئيس جامعة موسكو الحكومية للثقافة والفنون.
في ديسمبر 2011 أصبح عضوا في مجلس الدوما الروسي للدعوة السادسة من حزب "روسيا الموحدة".
من 28 سبتمبر عام 2012 عضو في مجلس تنسيق «اتحاد المنظمات الأذربيجانية في روسيا».

## رئاسة داغستان

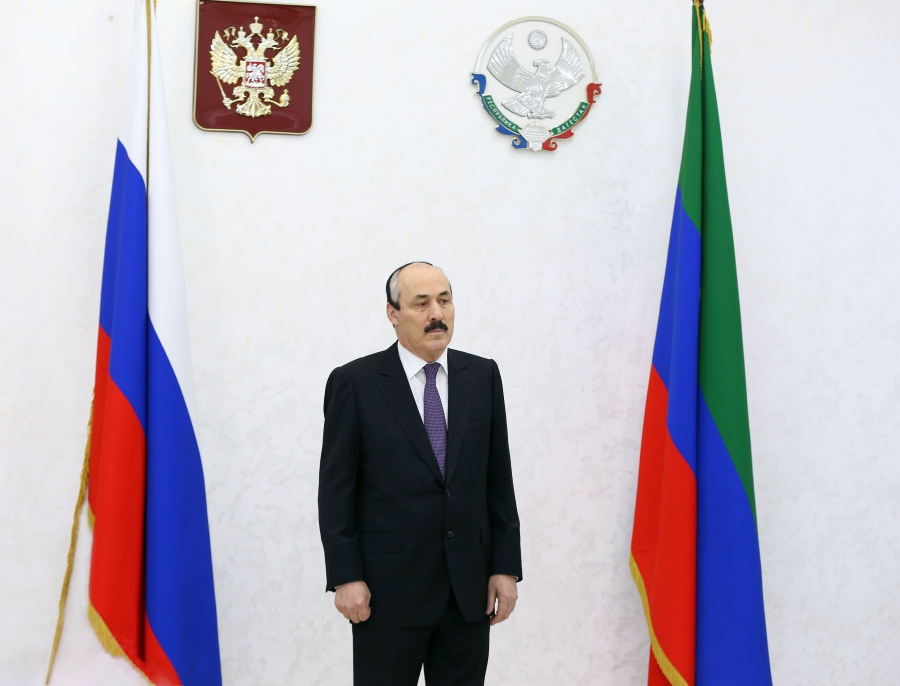
السيد رمضان عبد اللطيفوف

في 27 يناير عام 2013 صرح عبد اللطيفوف بأنه في اليوم السابق كان الرئيس الروسي فلاديمير بوتين قد «وقع أمر» تعيينه قائما بأعمال رئيس داغستان. ولكن في نفس اليوم تم رفض تصريحه من قبل السكرتير الصحفي للرئيس الروسي، الذي أشار إلى أن «من بين الوثائق التي يتم توقيعها من قبل رئيس الاتحاد الروسي، لا توجد وثيقة باسم» أمر"".
أما في اليوم التالي، أي في 28 يناير من العام نفسه، نشر المكتب الصحفي للكرملين مرسوما صادرا عن رئيس روسيا حول تعيينه قائما بأعمال رئيس جمهورية داغستان.
في 8 سبتمبر عام 2013 انتخب رئيسا لجمهورية داغستان. خلال ترشيحه صوت لصالحه 86 من أصل 88 نائبا في مجلس الشعب لجمهورية داغستان.

## الأوسمة والجوائز

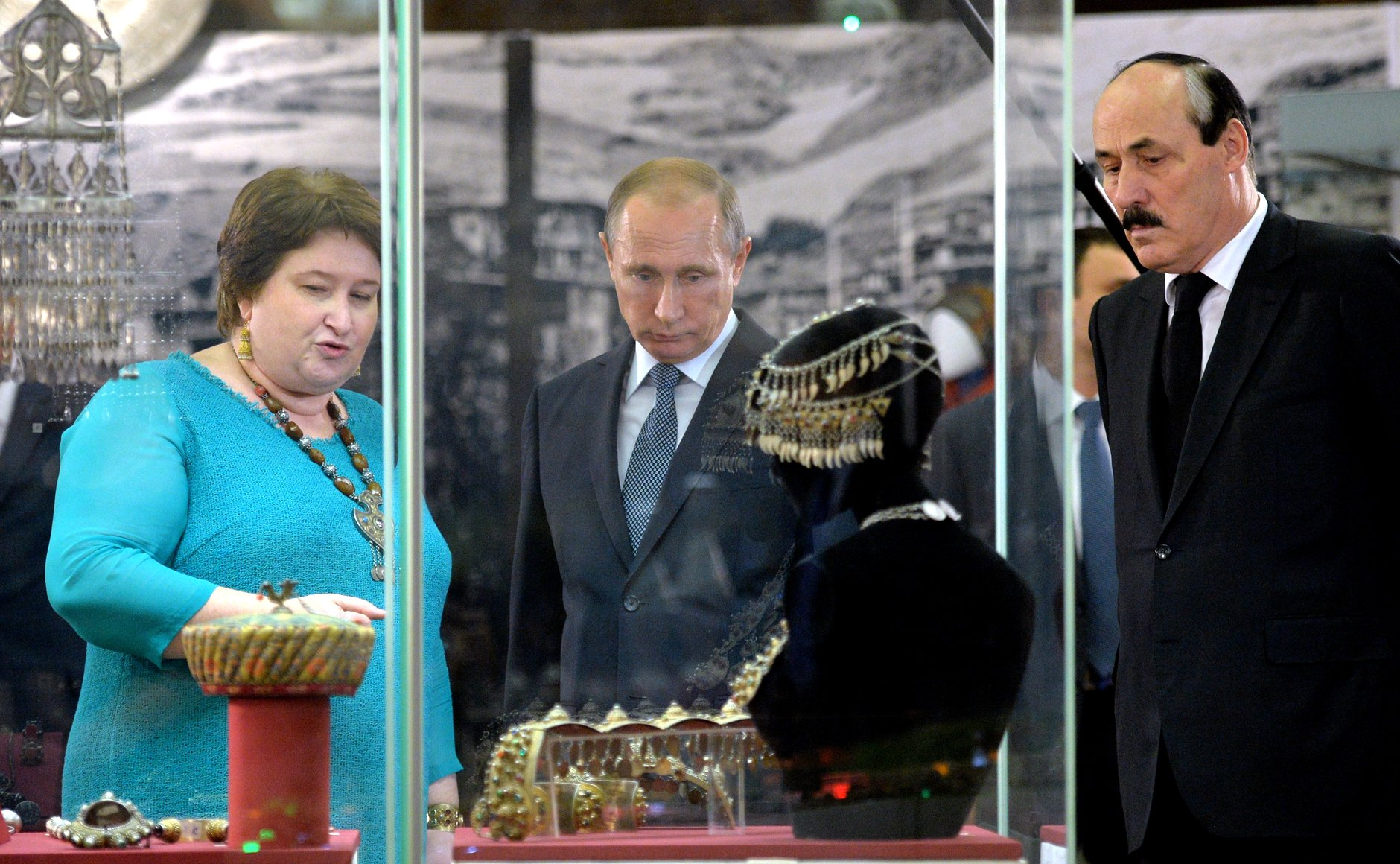
مع فلاديمير بوتين أثناء زيارة الأخير لمعرض «دربند، داغستان، روسيا» الذي أقيم في 3 نوفمبر 2015 بالمتحف التاريخي في موسكو

- وسام الشرف (13 ديسمبر 2011) - لإسهامه الكبير في الحفاظ على التراث الثقافي والأنشطة التعليمية والاجتماعية.
- وسام الصداقة (28 فبراير 1997) – للخدمات أمام للدولة الروسية، والتقدم المحرز في العمل، والمساهمة الكبيرة في تعزيز العلاقات والصداقة والتعاون بين الدول.
- ميدالية «في الاحتفال بالذكرى السنوية الـ850 لموسكو».
- شكر رئيس الاتحاد الروسي.
- جائزة حكومة روسيا الاتحادية عام 2010 في مجال الثقافة وفي (17 ديسمبر 2010) - لسلسلة من الكتب «شعوب بلدي روسيا».
- العلامة الفخرية للمجلس الاتحادي «للمزايا في مجال التنمية البرلمانية».
- الدبلوم الفخري للمجلس الاتحادي.
- وسام «الاستحقاق أمام جمهورية داغستان» (2011).

## رتبة دبلوماسية
السفير فوق العادة والمفوض الروسي في جمهورية طاجيكستان (18 أغسطس 2006).

## الأسرة والحياة الشحصية
متزوج من مواطنة روسيا من مدينة مورمانسك إينا فاسيليفنا عبد اللطيفوفا. وله أبناء: جمال وعبد اللطيف وابنة: زئيرا من زواجه الأول. بلغ دخل عبد اللطيفوف مع زوجته في عام 2011 وفقا للارقام الرسمية إلى 10.8 مليون روبل روسي.

## وصلات خارجية
- "سيرة ذاتية/ رمضان عبد اللطيفوف". مؤرشف من الأصل في 2013-10-14. اطلع عليه بتاريخ 2013-10-19. {{استشهاد ويب}}: |archive-date= / |archive-url= timestamp mismatch (مساعدة) والوسيط غير المعروف |description= تم تجاهله (مساعدة)
- الموقع الشخصي نسخة محفوظة 24 أكتوبر 2007 على موقع واي باك مشين.
- «تاريخ المشاهير»: سيرة ذاتية لرمضان عبد اللطيفوف
- «بانوراما»: سيرة ذاتية لرمضان عبد اللطيفوف
- «Review портал»: رمضان عبد اللطيفوف
- «روسيا الاتحادية اليوم». «رمضان عبد اللطيفوف: „بعد اللامبالاة يأتي التطرف“»[وصلة مكسورة]

| سبقه ماكسيم بيشكوف | 'السفير فوق العادة والمفوض لروسيا الاتحادية في جمهورية طاجيكيستان' 23 مايو 2005 - 6 مارس 2009 | تبعه يوري بوبوف |